# Музей франкмасонства
Музей франкмасонства (фр. Musée de la Franc-Maçonnerie), также известен как Музей Великого востока Франции и Европейского масонства.
Расположен в 9 округе на улице Кадэ 16, в Париже (Франция). Ближайшая станция метро — Кадэ.

## История музея
Музей был основан в 1889 году Великим востоком Франции, как кунсткамера, в особняке Кадэ. Все экспонаты были вывезены в Германию во время немецкой оккупации Франции во время Второй мировой войны. Музей вновь открылся лишь в 1973 году, а в 2000 году ему был присвоен статус официального музея Франции. В том же 2000 году многие из его исторических документов были возвращены из Москвы, где они находились в архивах КГБ, куда попали после поражения Германии во Второй мировой войне.
Сегодня в музее истории французского масонства можно ознакомиться с его символами, степенями, документами и предметами декора и экипировки масонов. Экспозиция содержит около 10 000 предметов, представленных на постоянной выставочной площади (800 м²), около 23 000 томов в архивах (400 м²), и ещё 400 м² отданы под временные выставки. Среди исторически важных экспонатов в коллекции: масонский фартук Вольтера (1778), масонский меч Лафайета, первое издание масонских конституций Джеймса Андерсона (1723), сатирические гравюры Уильяма Хогарта (1697—1764), масонские фарфоровые статуэтки (1740) и др.

## Галерея

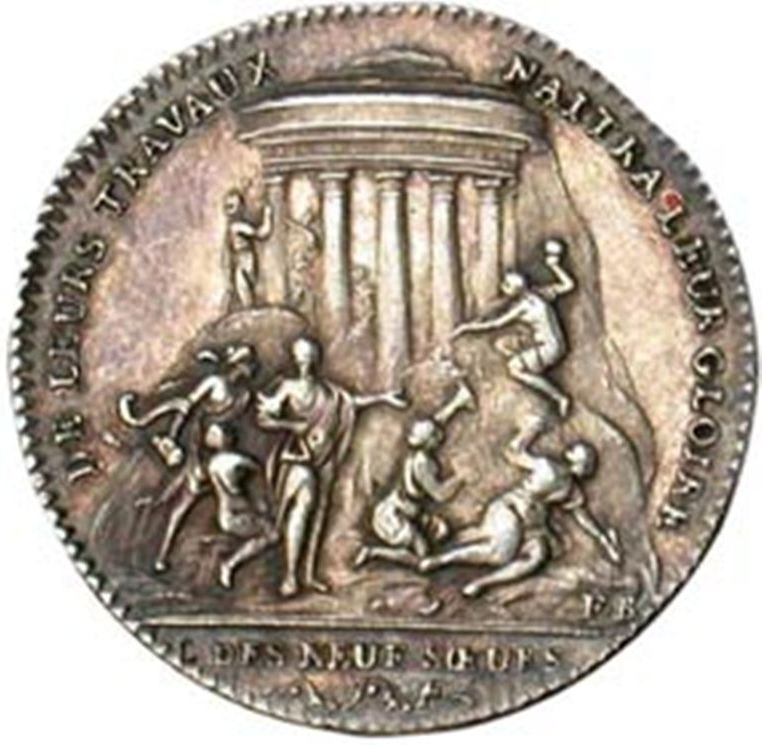
Символ ложи «Les Neuf Sœurs» (1783)
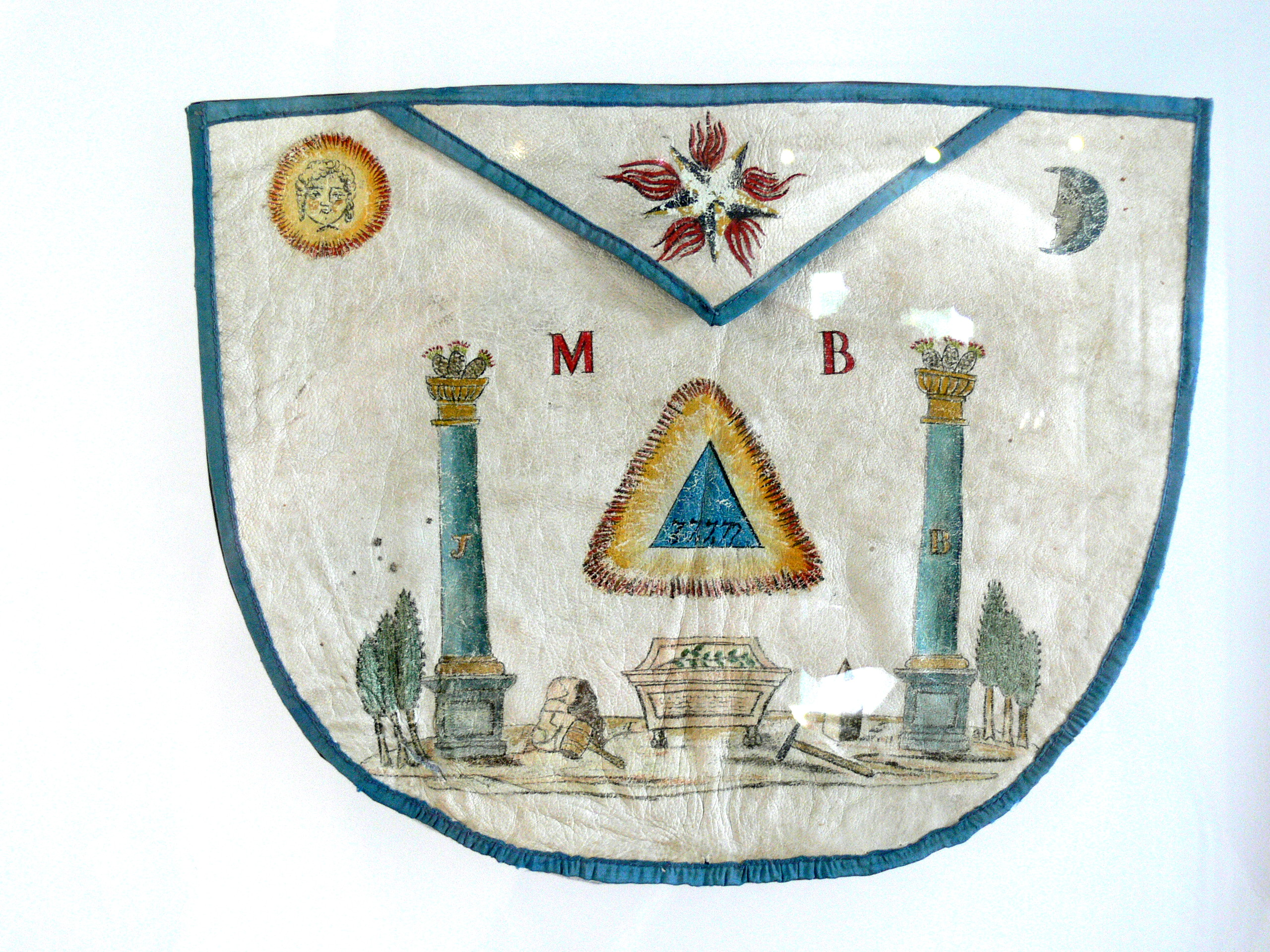
Запон мастера масона Французского устава
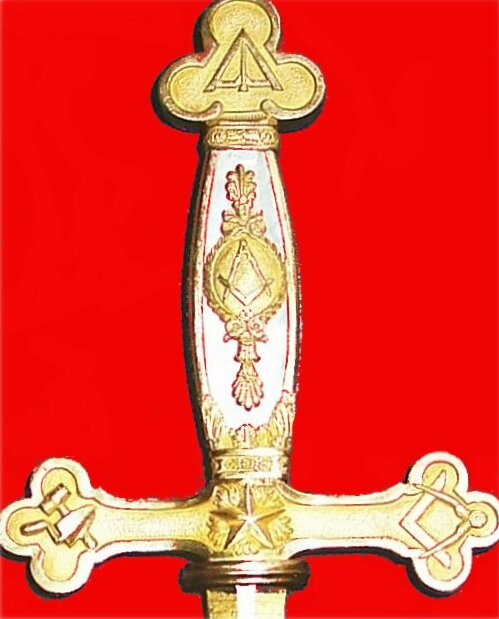
Масонский меч Лафайета
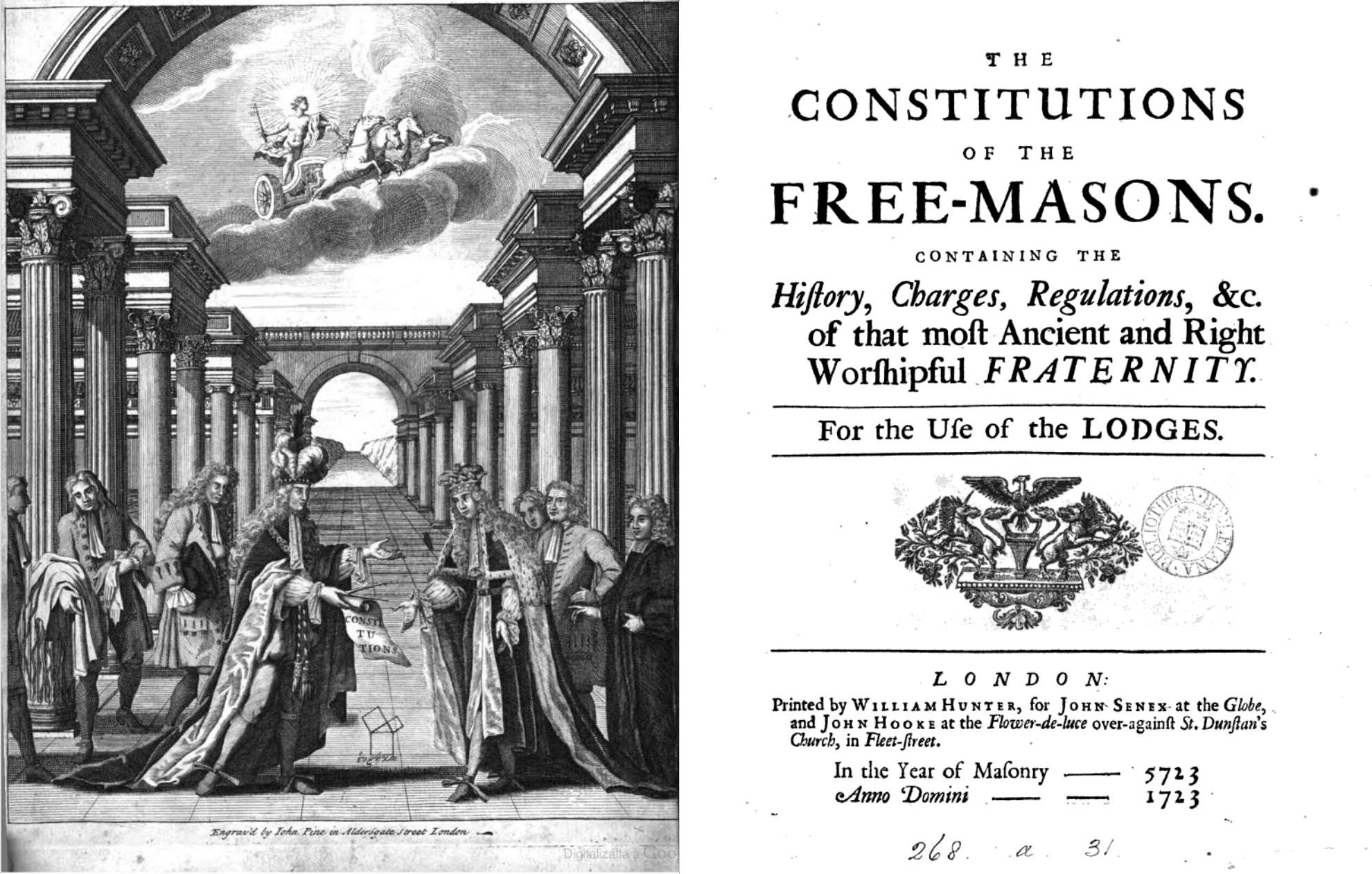
Масонские конституции Джеймса Андерсона
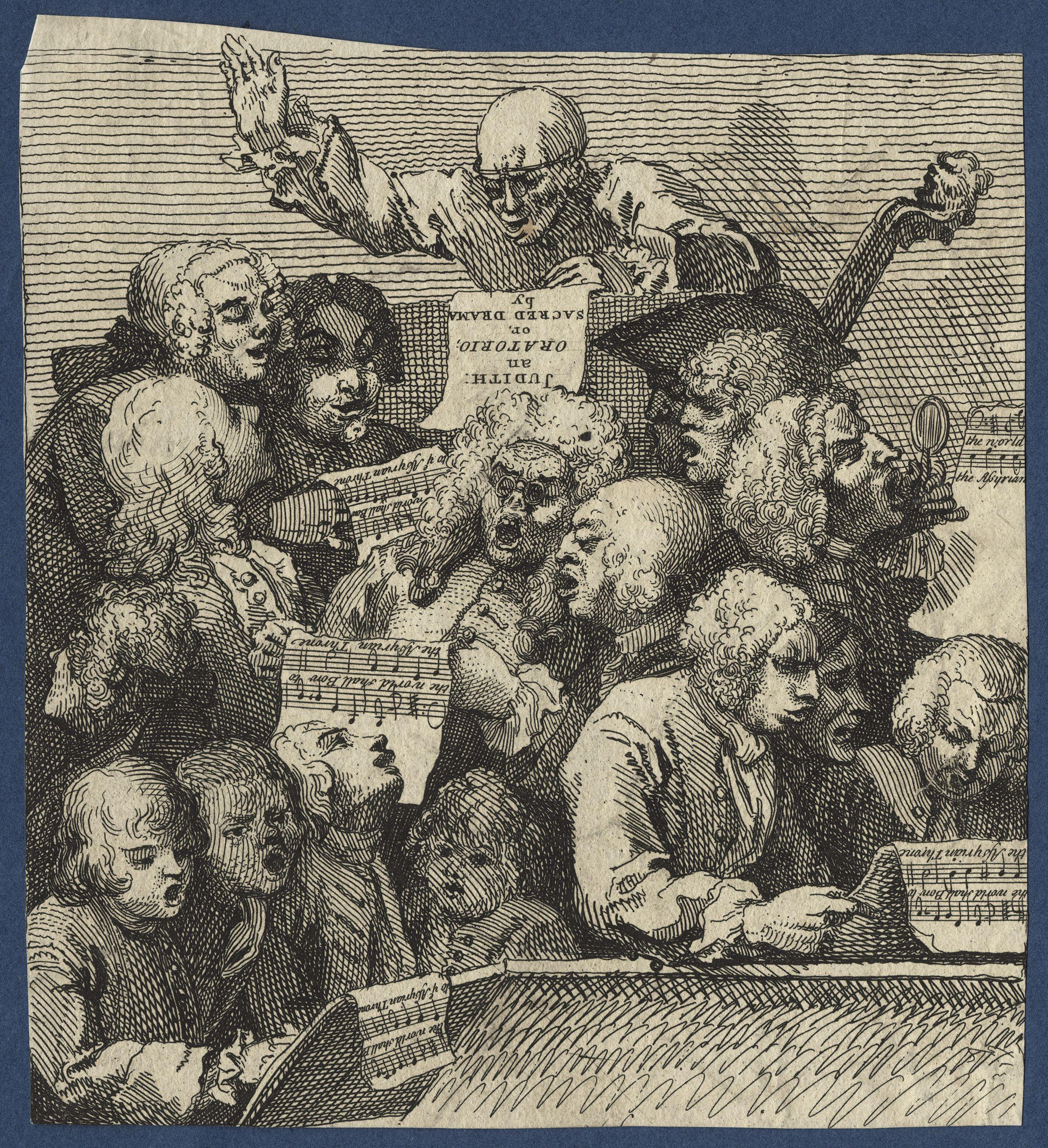
Работа Уильяма Хогарта
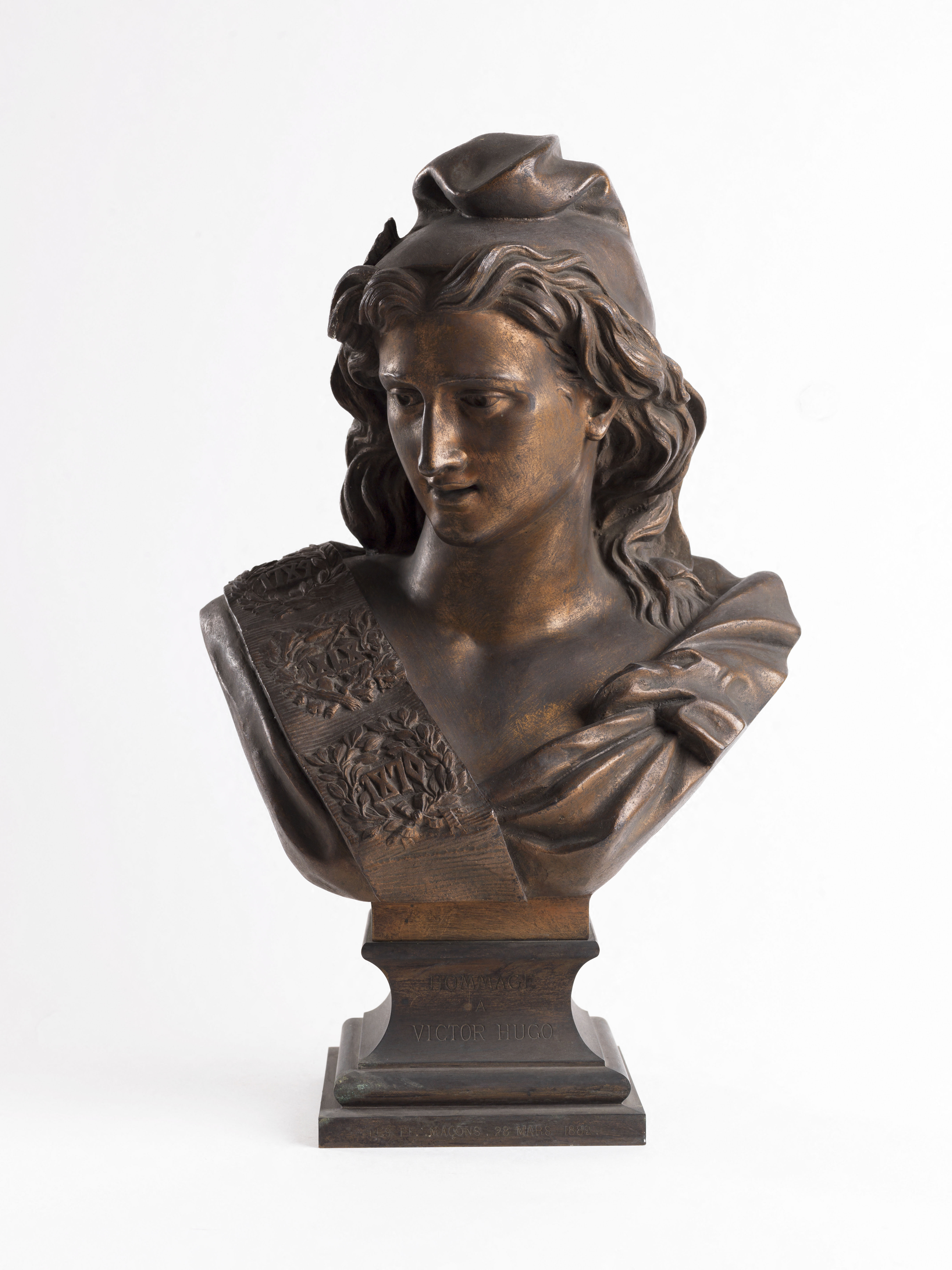
Мариана. Одна из эмблем масонства Франции (1879)